# Pedro Jiménez Montoya
Pedro Jiménez Montoya (Baza, Granada, 28 de octubre de 1917 – Madrid, 31 de diciembre de 2006), fue un estudioso, investigador no académico y divulgador científico español, implicado en el desarrollo de modelos de aplicación y experto en métodos aproximados para el cálculo de secciones de hormigón armado. Entre sus obras destacar el libro titulado Hormigón Armado, referencia en el cálculo de este tipo de estructuras, así como de otras publicaciones sobre la materia, en una época en la que el nivel de publicaciones de la ingeniería española era muy modesto.  Fue colaborador del Comité Euro-Internacional del Hormigón (CEB), formó parte de la Comisión Permanente Interministerial del Hormigón  así como del Departamento de Matemáticas aplicadas del Consejo Superior de Investigaciones Científicas.

## Biografía
Pedro Jiménez Montoya es el cuarto de ocho hermanos de una familia con larga tradición artesana. Es en su Baza natal donde cursa bachillerato formando parte de la primera y reducida promoción del recién inaugurado Instituto Local de Segunda Enseñanza. Es en 1935 cuando ingresa en la Universidad de Granada, no pudiendo terminar el curso al cerrarse la universidad por los disturbios estudiantiles en la primavera de 1936. 
Una vez acabada la guerra civil volverá a la Universidad de Granada donde aprobará los dos primeros años de Ciencias Exactas para terminarla en 1943 ya trasladado a Madrid con un brillante expediente. Realiza posteriormente su tesis doctoral en la madrileña Universidad Central sobre "Estudio de los Medios Estadísticos", publicada en 1944 en la Gaceta matemática de Lisboa. En 1945 ingresa en la Escuela Superior del Ejército obteniendo el título de Ingeniero de Construcción, culminando sus estudios de doctorado años después, en 1969.
En 1951 es destinado al laboratorio de Ingenieros del ejército en la sección de "Cementos" durante siete años, donde tiene la oportunidad de especializarse en el estudio de hormigones y comienza a interesarse por los temas relacionados con las estructuras de hormigón armado, cuyos métodos de cálculo estaban evolucionando rápidamente en toda Europa. Es en este periodo donde conocerá el trabajo realizado por los principales laboratorios europeos y a relacionarse con especialistas sobre la materia. Simultáneamente le fueron encargados varios proyectos de la Dirección general de Obras y del Servicio Militar de Construcciones. 
Al haber publicado ya varios trabajos sobre Estructuras y Hormigones, fue invitado por la Escuela Politécnica Superior del Ejército a impartir la asignatura “Teoría General de Estructuras”, en la que permaneció durante quince años.  
Al ascender a Coronel fue destinado a la Dirección General de Obras, en donde se hizo cargo de la Sección de Planificación y, posteriormente, a la de Detalle. Participó en numerosas Comisiones Interministeriales, entre ellas, como representante del Ejército en la Comisión del 4º Plan de Desarrollo. En esta situación pidió la baja voluntaria en 1976.
Colaboró durante más de veinte años con el Instituto Jorge Juan de Matemática Aplicada en el que desarrolló varios métodos de cálculo de secciones de hormigón armado y el Instituto de Ciencias de la Construcción Eduardo Torroja, ambos pertenecientes al Consejo Superior de Investigaciones Científicas (CSIC).  Junto a su amigo y socio Gregorio Escribano dirigió la revista Estructuras, vinculada al instituto Jorge Juan. También con Escribano, monta una pequeña oficina de cálculo donde proyectan estructuras tanto para España como para el extranjero así como la elaboración de numerosos informes técnicos sobre lesiones en estructuras.
Sus trabajos culminarán con la publicación del libro Hormigón Armado, en el cual se recogen los últimos avances en las investigaciones sobre este tipo de estructuras en el que se incluyeron sus propios trabajos de investigación. Como consecuencia de su actividad científica-investigadora fue invitado a formar parte durante varios años de la Comisión Permanente del Hormigón, encargada de la redacción de las Normas españolas y en la que fueron admitidos varios de sus trabajos para incorporarlos en la Instrucción Española del Hormigón, EH-91.
En 1970 comienza su colaboración como experto del Comité Européen du Béton (CEB) en el equipo de redacción del Manual “Bending and Compression” con los profesores Perchat de París, y Grasser de Munich correspondiente a la elaboración de Recomendaciones Internacionales para el Cálculo de las Obras de Hormigón, contribuyendo a la puesta a punto de los actuales métodos de cálculo de secciones y, especialmente, a las tablas universales y métodos simplificados de cálculo, algunos de los cuales han sido adoptados, a través de este manual, por la Instrucción española y otras normas extranjeras. 
Efectuó numerosas publicaciones sobre temas de su especialidad,  destacando las incluidas en Informes de la Construcción, Estructuras, ASINTO, Hormigón y Acero y en boletines del CEB. Además, formó parte como asesor de numerosas comisiones técnicas, tales como: Tetracero, Azma, Mallacero y Atecsa.

## El Libro "Hormigón Armado" y sus Ediciones
El Libro desde 1964 hasta 2009
La principal aportación de Pedro Jiménez Montoya en el campo de las estructuras de hormigón fue su libro titulado Hormigón Armado, llegando a alcanzar 15 ediciones. El libro nace en 1964, en un contexto de fuerte crecimiento económico para la construcción civil y de edificación en España, en la que la técnica del cálculo de este material experimentó un enorme desarrollo ante la falta de suministro de acero, coincidiendo en el tiempo con la creación del actual Instituto de Ciencias de la Construcción Eduardo Torroja, marcando un antes y un después en la investigación y asistencia científico-técnica en este material en España. En este contexto, van apareciendo textos que facilitan el aprendizaje y práctica de la tecnología y cálculo del hormigón armado, entre ellos, el de Pedro Jiménez Montoya. Esta andadura comienza en solitario, a pesar de ser un mundo más específico de los ingenieros de caminos y tras ser rechazado su manuscrito por el director del Instituto Eduardo Torroja de aquella época.
El libro ha pretendido ser un tratado sobre la técnica constructiva del hormigón armado que recoge orientación práctica de la tecnología de los materiales implicados en la fabricación del hormigón hasta su aplicación, por un lado, el estado y avance de esta tecnología, estudiando las características y especificaciones de los materiales, las dosificaciones, la puesta en obra, los ensayos y el control de calidad del hormigón, y por otro, todo un cuerpo teórico práctico para el dimensionamiento y comprobación de las estructuras de hormigón. En alguna de sus ediciones, se incluyeron capítulos dedicados a su aplicación en obras de protección militar, analizando los efectos de la penetración y explosión de proyectiles, la onda de choque, así como los efectos térmicos y nucleares.   
A partir de la 7ª edición figuraron como coautores los profesores Álvaro García Meseguer y Francisco Morán Cabré, con los cuales se dotó de una mayor proyección del texto al contar con el apoyo de ingenieros de caminos, canales y puertos, así como del Instituto Eduardo Torroja de la Construcción y del Cemento del CSIC en el que trabajaba Francisco Morán. Con este último se incorporó también la informática al servicio de actualizaciones del libro que facilitaron el desarrollo y actualización de ábacos, diagramas y tablas así como algunos nuevos programas de cálculo.  
La publicación de las diferentes ediciones coinciden con acontecimientos técnicos relevantes a nivel internacional o nacional, que han ido permitiendo la actualización de su contenido. En la 15.ª y última edición desaparece Pedro Jiménez Montoya como coautor y es sustituido por Juan Carlos Arroyo Portero, manteniendo la estructura actualizada del libro titulado ahora “Jiménez Montoya. Hormigón Armado” como homenaje al ya fallecido Montoya. 
Tal como reflejan diversos autores, el libro de Jiménez Montoya se impone a otras referencias de la época con una amplia aceptación por parte de los calculistas profesionales y escuelas de ingeniería, extendiéndose por Latinoamérica y contribuyendo a asentar la nomenclatura de “hormigón armado” frente al anglicismo de “concreto armado”. El libro contribuyó además a la actualización del conocimiento del hormigón armado en España y con ello al prestigio y difusión de las obras de ingenieros y arquitectos españoles en el campo de la construcción, siendo decisiva la creación el Instituto Eduardo Torroja para la construcción y el cemento. Para entenderlo, es necesario leer el obituario a Eduardo Torroja tras su muerte en 1961 dedicado por el Prof. H. Rüsch en la revista Beton und Stahlbetonbau 8/1961.
Normativas y Filosofía de Cálculo

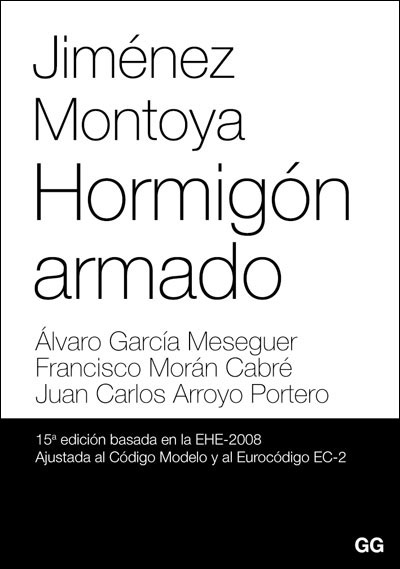
Portada libro en su 15^{a} edición.

A lo largo de las diferentes ediciones, se van incluyendo los últimos avances de la técnica recogidos y recopilados en publicaciones nacionales e internacionales, como son la Instrucción de hormigón de 1949, la Instrucción HA 61 del IETcc, las Recomendaciones del CEB de 1963 y de la RILEM, las normas DIN alemanas, Reglas BA 60 francesas, Instrucción rusa N y TU-55, y fuera del ámbito europeo, en el código ACI 318-63 americano; así como otras de carácter nacional como las normas UNE, Normas MV, pliegos y recomendaciones para el proyecto y ejecución de todo tipo de obras de hormigón en masa y armado. 
El concepto de “load factors” propuesto por Eduardo Torroja y Alfredo Páez en 1958, supone una innovación y avance en el criterio de seguridad semiprobabilístico en el cálculo del hormigón armado en el contexto de estados límites. Téngase presente que el cálculo basado en tensiones admisibles se sigue prolongando hasta mucho más tarde en países como Estados Unidos. El Código Modelo (Model Code) CEB-FIP de 1978, producido conjuntamente por el Comité Euro-International du Béton (CEB) y la Fédération International de la Précontrainte (FIP), tuvo un considerable impacto en las normas nacionales de dimensionamiento en muchos países. En particular, se utilizó ampliamente para la homogeneización de las normas nacionales de dimensionamiento. A su vez el CEB-FIP Model Code de 1990 es un código de dimensionamiento integral del hormigón armado, resultado de una revisión integral del código modelo original de 1978. El libro Hormigón Armado recoge la nueva filosofía de cálculo emanada de los comités del CEB-FIP incorporando el concepto de estados límites, lo que permitió a nivel general una concepción avanzada y moderna del problema de dimensionamiento del hormigón.   
Los autores incorporarán al libro los avances conceptuales del código modelo CEB-FIP (Comité Européen du Béton y Fédération International de la Précontrainte) que se fueron sucediendo, manteniendo un nivel de actualización adecuado e incluyendo a menudo referencias a la normativa americana American Concrete Institute (ACI). El libro presentaba modelos que facilitaron la comprensión física (celosía de Mörsch) para la modelización del esfuerzo cortante y torsión, los estados límites de dimensionamiento y servicio, diagramas de interacción para la flexión compuesta y ábacos de roseta para la flexión esviada, modelos de líneas de rotura en placas y se añadió la metodología de bielas y tirantes en posteriores ediciones desde la cercanía a la norma española EH.   
Los Diagramas, Ábacos, Gráficas y Tablas
Entre las aportaciones del libro está el desarrollo de tablas universales, ábacos, diagramas y fórmulas para el cálculo de secciones de hormigón tanto en flexión, compresión o flexocompresión orientado a facilitar su aplicación práctica por parte de los ingenieros calculistas en un momento en el que todavía no se disponía de programas de computación o éstos estaban todavía en estado incipiente. 
En el dimensionamiento de secciones de hormigón armado, contrariamente al caso de cálculo en estructura metálica, la combinación de solicitaciones momento flector (M)-esfuerzo normal (N) no resulta necesariamente más desfavorable que cada una de esas componentes por separado, lo que exige la definición de los llamados diagramas de interacción M-N. Un dimensionamiento libre en el sentido de optimización implicaría la particularización del caso y, en consecuencia, de poca utilidad por su complejidad para el cálculo práctico. De ahí la necesidad de predefinir la relación de armaduras en la zona de compresión y tracción con el fin de permitir una tipificación del problema y con ella, una representación gráfica que facilita al calculista la definición del armado, en particular en su versión adimensional. 
De nuevo, la particularidad del hormigón queda manifiesta en el dimensionamiento de secciones bajo flexocompresión esviada, en la que actúan simultáneamente dos momentos flectores Mx y My según los ejes X e Y, debido al problema de fisuración del hormigón. En tal caso, ni la posición, ni siquiera la inclinación de la línea neutra se conoce inicialmente, lo que exige un proceso de iteración para encontrar la posición de equilibrio del eje neutro para una disposición dada de las armaduras. De nuevo, la imposición de simetría y de unas relaciones fijas entre las armaduras en los diferentes paramentos o caras de la sección de hormigón, en particular en su versión adimensional, simplifica notablemente el problema. Una ingeniosa consideración permite reducir la información de los diferentes casos mediante los llamados ábacos de roseta.
| Edición  | Autor                                                             | Título                          | Actualizaciones | Editorial                     | Año  |
| -------- | ----------------------------------------------------------------- | ------------------------------- | --- | ----------------------------- | ---- |
| 1ª ed.   | Pedro Jiménez Montoya                                             | Hormigón Armado                 | Edición inicial | Madrid: Ed. Dossat, S.A.      | 1964 |
| 2ª ed.   | Pedro Jiménez Montoya                                             | Hormigón Armado                 | Ajustado a las recomendaciones del C.E.B. | Madrid: Ed. Dossat, S.A.      | 1966 |
| 3ª ed.   | Pedro Jiménez Montoya                                             | Hormigón Armado                 | Ajustado a C.E.B. e instrucción española | Barcelona: Gustavo Gili, S.A. | 1968 |
| 4ª ed.   | Pedro Jiménez Montoya                                             | Hormigón Armado                 | Ajustado a las recomendaciones del Comité Europeo del Hormigón y nueva instrucción española | Barcelona: Gustavo Gili, S.A. | 1969 |
| 5ª ed.   | Pedro Jiménez Montoya                                             | Hormigón Armado                 | Ajustado a las recomendaciones del Comité Europeo del Hormigón y nueva instrucción española | Barcelona: Gustavo Gili, S.A. | 1970 |
| 6ª ed.   | Pedro Jiménez Montoya                                             | Hormigón Armado                 | Ajustado a las recomendaciones del Comité Europeo del Hormigón y nueva instrucción española | Barcelona: Gustavo Gili, S.A. | 1971 |
| 7ª ed.   | P. Jiménez Montoya, Álvaro García Meseguer, Francisco Morán Cabré | Hormigón Armado                 | Edición totalmente reformada | Barcelona: Gustavo Gili, S.A. | 1973 |
| 8ª ed.   | P. Jiménez Montoya, A. García Meseguer, F. Morán Cabré            | Hormigón Armado                 | | Barcelona: Gustavo Gili, S.A. | 1976 |
| 9ª ed.   | P. Jiménez Montoya, A. García Meseguer, F. Morán Cabré            | Hormigón Armado                 | Ampliada con diagramas soportes sometidos a flexo-compresión recta o esviada | Barcelona: Gustavo Gili, S.A. | 1978 |
| 10.ª ed. | P. Jiménez Montoya, A. García Meseguer, F. Morán Cabré            | Hormigón Armado                 | Ajustado al Código modelo CEB-FIP | Barcelona: Gustavo Gili, S.A. | 1979 |
| 11.ª ed. | F. Morán Cabré, P. Jiménez Montoya, A. García Meseguer            | Hormigón Armado                 | Ajustado al Código modelo CEB-FIP | Barcelona: Gustavo Gili, S.A. | 1981 |
| 12.ª ed. | P. Jiménez Montoya, A. García Meseguer, F. Morán Cabré            | Hormigón Armado                 | Ampliando capítulos de cimentaciones, placas y depósitos. Programas para cálculo de pórticos y armados de secciones                                                                                         | Barcelona: Gustavo Gili, S.A. | 1987 |
| 13.ª ed. | P. Jiménez Montoya, A. García Meseguer, F. Morán Cabré            | Hormigón Armado                 | Edición revisada de los capítulos de cementos, preparación del hormigón, control de calidad y deformaciones. Programas para cálculo de pórticos y armado de secciones en ordenadores personales compatibles | Barcelona: Gustavo Gili, S.A. | 1991 |
| 14.ª ed. | P. Jiménez Montoya, A. García Meseguer, F. Morán Cabré            | Hormigón Armado                 | Basada en la EHE. Edición ajustada al código modelo y al Euro-Código | Barcelona: Gustavo Gili, S.A. | 2000 |
| 15.ª ed. | A. García Meseguer, F. Morán Cabré y Juan Carlos Arroyo Portero   | Jiménez Montoya Hormigón Armado | Basada en la EHE-2008. Edición ajustada al Código Modelo y al Eurocódigo EC-2 | Barcelona: Gustavo Gili, S.A. | 2009 |

## Artículos, Publicaciones y Participaciones en Comités CEB-FIP
1. P. Jiménez Montoya, Formulario y tablas para el cálculo de placas de hormigón armado. Método de las líneas de rotura, Asinto, XI, 43, 1964.
2. P. Jiménez Montoya, Secciones de hormigón armado sometidas a solicitaciones normales. Métodos simplificados, Asinto, XXII, 84,1975.
3. P. Jiménez Montoya, Universal tables for designing rectangular sections in simple CR compiste bending, Contribution à la 15e Session Plénière du C.E.B., Manuel de Calcul CEB-FIP “Flexion-Compression, Bulletin d’Information Nº 82, Avril 1972.
4. P. Jiménez Montoya, F. Morán, Approximation formulas, Contribution à la 15e Session Plénière du C.E.B., Manuel de Calcul CEB-FIP “Flexion-Compression, Bulletin d’Information Nº 82, Février 1972.
5. P. Jiménez Montoya, Ábacos para cálculo de hormigón armado a la rotura, Publicaciones del Instituto de Cálculo del CSIC y de la Sociedad Española de Matemática Aplicada, Estructuras, 19-20.
6. P. Jiménez Montoya, Ábacos para cálculo de hormigón armado a la rotura, Publicaciones del Instituto de Cálculo del CSIC y de la Sociedad Española de Matemática Aplicada, Estructuras, 21.
7. P. Jiménez Montoya, Formulario para el cálculo rápido de estructuras, Publicaciones del Instituto de Cálculo del CSIC y de la Sociedad Española de Matemática Aplicada, Estructuras, Tomo IV, 3.P.
8. P. Jiménez Montoya, Contribución al estudio de la flexión esviada. Cálculo en rotura, Publicaciones del Instituto de Cálculo del CSIC y de la Sociedad Española de Matemática Aplicada, Estructuras, Tomo IV, 4.
9. G. Escribano Tejedor, P. Jiménez Montoya, Ensayos y control de calidad del hormigón, Publicaciones del Instituto de Cálculo del CSIC y de la Sociedad Española de Matemática Aplicada, Estructuras, Tomo IV, 7-8.
10. P. Jiménez Montoya, Nuevos criterios sobre los estudios de fisuración y deformación en piezas de hormigón armado, Publicaciones del Instituto de Cálculo del CSIC y de la Sociedad Española de Matemática Aplicada, Estructuras, Tomo V, 3-4.
11. P. Jiménez Montoya, Secciones circulares de hormigón armado, sometidas a flexión, o compresión compuesta, Publicaciones del Instituto de Cálculo del CSIC y de la Sociedad Española de Matemática Aplicada, Estructuras, Tomo V, 5-6.
12. P. Jiménez Montoya, Últimos criterios sobre los métodos de cálculo en rotura, Publicaciones del Instituto de Cálculo del CSIC y de la Sociedad Española de Matemática Aplicada, Estructuras, Tomo V, 7-8.
13. P. Jiménez Montoya, Últimos criterios sobre los métodos de cálculo en rotura, Publicaciones del Instituto de Cálculo del CSIC y de la Sociedad Española de Matemática Aplicada, Estructuras, Tomo V, 9-10.
14. P. Jiménez Montoya, F. Morán Cabré, Nuevas fórmulas aproximadas para el dimensionamiento de secciones de hormigón armado, Hormigón y Acero, 164, 89-100, 1987.
15. P. Jiménez Montoya, Preparación del hormigón en obra, Informes del Instituto Técnico de la Construcción y del Cemento, 77, 1949.
16. P. Jiménez Montoya, Hormigón aireado en obra, Informes del Instituto Técnico de la Construcción y del Cemento, Vol. 9, 83, 1956.
17. P. Jiménez Montoya, Revestimientos incorroibles de las obras, Materiales de Construcción, Instituto Técnico de la Construcción y del Cemento, 85, 23-43,1958.

## Homenajes y premios
1. En 1964 recibió el premio López Tienda por sus trabajos publicados en la revista Asinto.
2. en 1967 se le concede la Cruz de la Real y Militar Orden de San Hermenegildo.
3. En 1982 el Instituto de Educación Secundaria de Baza adoptó el nombre de "I.E.S. Pedro Jiménez Montoya".
4. En 2017, y como centenario de su nacimiento, se realiza la exposición-homenaje en la Escuela Politécnica de Mieres y la Escuela Politécnica de Ingeniería de Gijón (Universidad de Oviedo, Principado de Asturias ) con el título: "Luces y sombras en la enseñanza y dimensionamiento del hormigón armado, con un recuerdo a Pedro Jiménez Montoya 1917-2006".[2]